# Wesley Bryan
Wesley Bryan född 26 mars 1990, är en amerikansk professionell golfspelare som spelar på den amerikanska PGA-touren.
Bryan spelade golf på University of South Carolina.

## Karriär
Brian erhöll spelrättigheter på Web.com Tour 2016 genom att sluta på en delad 9:e plats på qualifying school 2015. Bryan vann sin första tävling på Web.com Tour på sin tredje start i Chitimacha Louisiana Open. En månad senare vann han sin andra seger på touren, i tävlingen El Bosque Mexico Championship. I augusti 2016 vann Bryan sin tredje seger på touren, Digital Ally Open, vilket omedelbart gav honom spelrättigheter på PGA-touren. Han blev den 11:e spelaren att flyttas upp till PGA-touren genom att vinna tre tävlingar på Web.com-touren och erhöll utnämningen som "player of the year" 2016.
Den 16 april 2017 vann Bryan sin första PGA Tour-seger i RBC Heritage, vilket även gav honom en plats i 2017 års upplaga av US Masters. Bryan vann med ett slag över Luke Donald och vinsten flyttade upp honom till en 37:e plats på världsrankingen.

## Vinster

### PGA Tour
| No. | Datum         | Tävling      | Resultat        | Mot par | Segermarginal | Runner-up   |
| --- | ------------- | ------------ | --------------- | ------- | ------------- | ----------- |
| 1   | 16 april 2017 | RBC Heritage | 69-67-68-67=271 | −13     | 1 slag        | Luke Donald |

### Web.com Tour (3)
| No. | Datum          | Tävling                       | Resultat        | Mot par | Segermarginal | Runner(s)-up                 |
| --- | -------------- | ----------------------------- | --------------- | ------- | ------------- | ---------------------------- |
| 1   | 20 mars 2016   | Chitimacha Louisiana Open     | 66-65-71-68=270 | −14     | 1 slag        | Julián Etulain               |
| 2   | 24 april 2016  | El Bosque Mexico Championship | 68-63-71-67=269 | −19     | 4 slag        | Brad Fritsch, Richy Werenski |
| 3   | 7 augusti 2016 | Digital Ally Open             | 65-67-65-67=264 | −20     | Särspel       | Grayson Murray, J. T. Poston |